# Пистолет Макарова
9-мм пистоле́т Мака́рова (ПМ, Индекс ГРАУ — 56-А-125) — советский самозарядный пистолет, разработанный советским конструктором Николаем Фёдоровичем Макаровым в 1948 году. Принят на вооружение в 1951 году. Является личным оружием нападения и защиты, предназначенным для поражения противника на короткой дистанции, в вооружённых силах и правоохранительных органах, а также одним из самых массовых пистолетов в СССР и на постсоветском пространстве.

## История создания

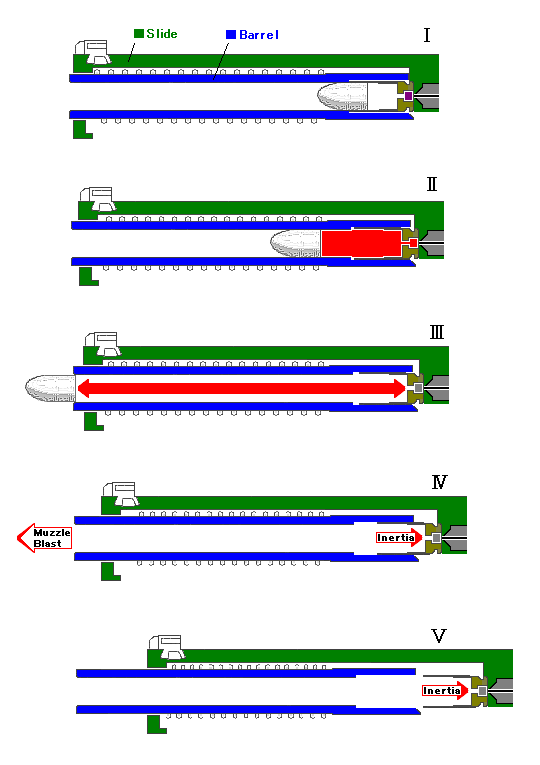
Действие автоматики со свободным затвором

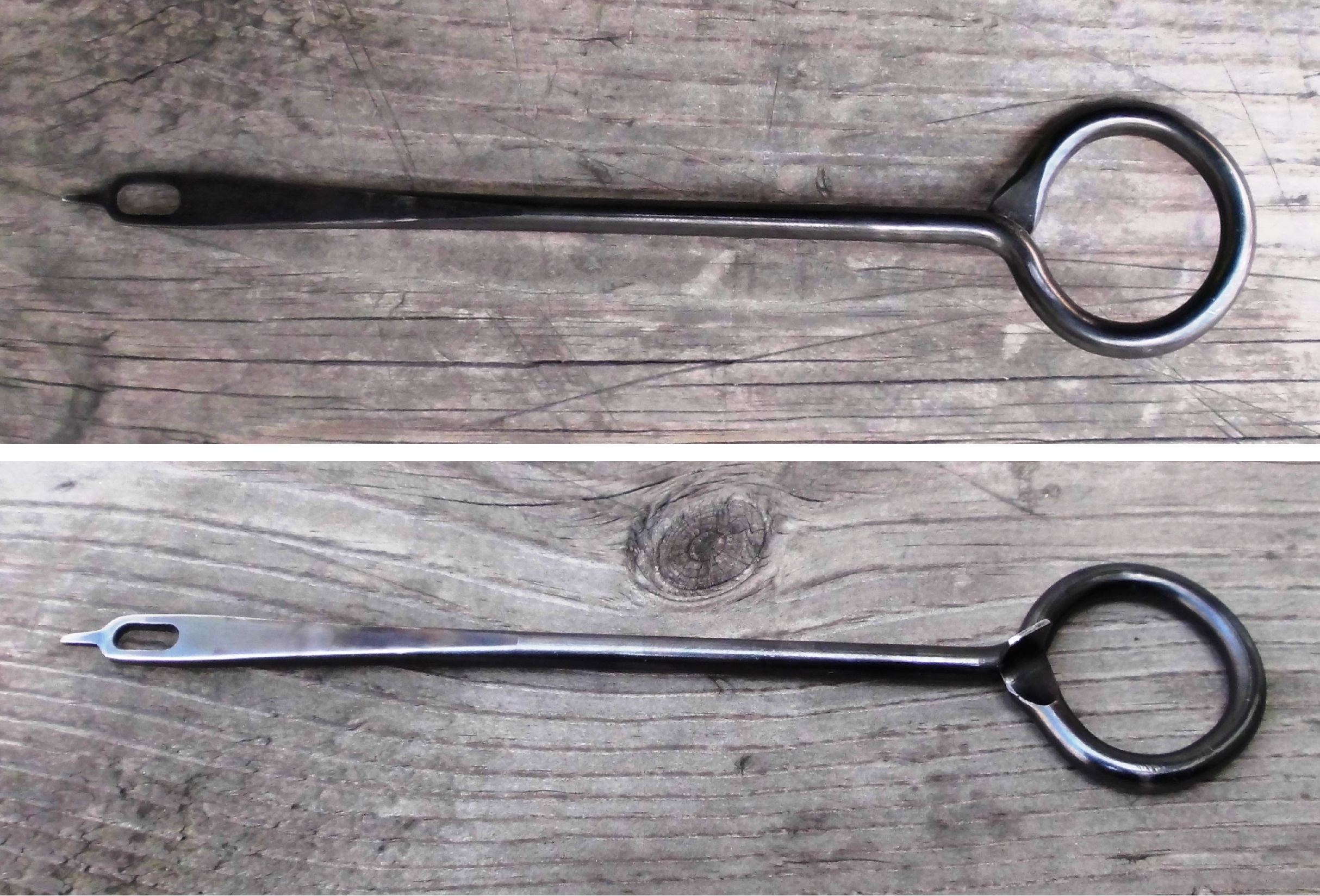
Шомпол-протирка ПМ (вид с двух сторон)

В 1947—1948 годах в СССР проводился конкурс на новый компактный пистолет для старшего командного состава Советской армии. Пистолет ТТ и тем более револьвер системы Нагана считались уже устаревшими образцами. Кроме того, было решено ввести в армии два пистолета: длинноствольный автоматический для линейных офицеров (им стал автоматический пистолет Стечкина) и малогабаритный — для старших офицеров и как «оружие мирного времени». По условиям конкурса требовалось создать пистолет со свободным затвором и самовзводным ударно-спусковым механизмом. В качестве отправной точки конструкторам предлагался хорошо себя зарекомендовавший немецкий пистолет Walther PP, выпускавшийся с 1929 года. Первоначально требовалось представить два образца — в калибрах 7,65 мм и 9 мм, позднее остановились на вновь созданном 9-мм патроне 9×18 мм ПМ, более мощном (энергия пули 300 Дж), чем патрон 9×17 мм, который использовался в Walther PP. Пуля такого патрона обладает лучшим останавливающим действием, чем пуля патрона 7,62×25 мм ТТ, несмотря на меньшую мощность. Умеренная мощность патрона позволяет использовать конструкцию с неподвижным стволом и свободным затвором.
Свои разработки на конкурс представили Ф. В. Токарев, С. Г. Симонов, С. А. Коровин, И. Я. Стечкин, К. А. Барышев, П. В. Воеводин, И. И. Раков, А. А. Климов, Г. В. Севрюгин, А. И. Лобанов, Н. Ф. Макаров. Все конструкции по размерам и компоновке были подобны немецкому прототипу. Вместе с советскими разработками также испытывались по конкурсной программе Walther PP, Mauser HSc, Sauer 38H, Beretta M1934 и FN model 1910/22. По совокупности характеристик победителем был признан пистолет Макарова, но было рекомендовано внести ряд изменений в конструкцию. В 1951 году пистолет Макарова под обозначением ПМ был принят на вооружение для армии и правоохранительных органов.

Над созданием пистолета Макаров много работал. По воспоминаниям конструктора: 
Достаточно сказать, что я в то время работал ежедневно, практически без выходных дней, с восьми часов утра и до двух-трёх часов ночи, в результате чего я дорабатывал и расстреливал образцов в два, а то и в три раза больше, чем мои соперники, что, безусловно, дало возможность в совершенстве отработать надёжность и живучесть.
Общая компоновка ПМ подобна пистолету Walther PP, однако Макаров существенно усовершенствовал базовую систему «Вальтера» по нескольким направлениям:
- упрощение как собственно конструкции, так и обращения с пистолетом, его обслуживания;
- многофункциональность деталей;
- повышение надежности работы в экстремальных условиях эксплуатации;
- увеличение прочности деталей и служебного ресурса;
- повышение технологичности и темпов массового производства.

Ударно-спусковой механизм ПМ устроен совершенно иначе, по-другому решены защелка магазина и предохранитель, добавлен рычаг затворной задержки. Откидная спусковая скоба как ограничитель хода затвора заимствована у немецкой конструкции (это решение запатентовано фирмой Вальтер в 1921 году).
Макарову удалось практически полностью устранить задержки при стрельбе, вызванные утыканием патрона в скос патронника. Конструктор сумел добиться идеального соотношения высоты расположения верхнего патрона, геометрии и наклона скоса патронника, зеркала затвора-кожуха и конструкции выбрасывателя. У ПМ верхний патрон в магазине расположен очень высоко, почти на уровне патронника, в результате чего, учитывая другие вышеуказанные особенности, подача патронов осуществляется с минимальным углом, и риск утыкания сведён к минимуму. Конструкция ПМ проще, чем  Walther PP, в нём меньше деталей за счёт совмещения их функций.

## Устройство

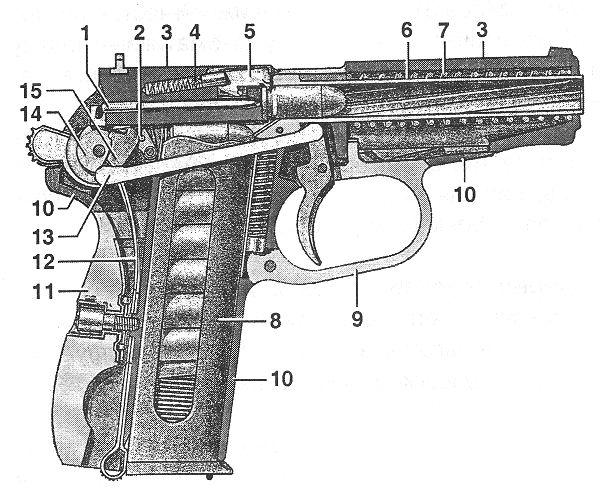
Схема устройства ПМ (курок взведён, патрон дослан в патронник): 1 — ударник, 2 — шептало с пружиной, 3 — затвор, 4, 5 — выбрасыватель, 6 — ствол, 7 — возвратная пружина, 8 — магазин, 9 — спусковая скоба, 10 — рамка, 11 — рукоятка с винтом, 12 — боевая пружина, 13 — спусковая тяга, 14 — курок, 15 — рычаг взвода

Действие автоматики ПМ основано на свободном затворе. Запирание ствола происходит за счёт инертной массы затвора. Упругость возвратной пружины, надетой на ствол, в самом запирании не участвует, она всего лишь возвращает затвор в переднее положение.
Ударно-спусковой механизм двойного действия с открытым курком. В ПМ применён свободный ударник, не имеющий пружины, удерживающей его в заднем положении. Теоретически это может привести к самопроизвольному выстрелу при падении пистолета с большой высоты, но Н. Ф. Макаров считал, что ударник не обладает достаточной массой, чтобы всерьёз учитывать эту возможность.
Пистолет состоит из 32 деталей и следующих основных частей:
- рамка со стволом и спусковой скобой;
- затвор с ударником, выбрасывателем и предохранителем;
- возвратная пружина;
- ударно-спусковой механизм;
- рукоятка с винтом;
- затворная задержка;
- магазин.

После того, как вставлен магазин и дослан патрон в патронник, ПМ можно поставить на предохранитель. При этом происходит безопасный спуск курка с боевого взвода, курок отходит от ударника и блокируется, спусковой крючок уходит вперёд и тоже блокируется. Блокируется также и затвор (в  Walther PP затвор не блокируется, и оружие можно перезаряжать при включенном предохранителе). При включенном предохранителе ПМ готов к ношению.
Перед выстрелом флажок предохранителя, находящегося на левой стороне задней части затвора, нужно перевести в нижнее положение в позицию «огонь» (более удобно, чем в «Вальтер ПП», где рычажок нужно переводить в верхнее положение). Курок встанет на предохранительный взвод, и ПМ будет готов к выстрелу самовзводом. При первом нажатии на спусковой крючок одновременно взводится курок, поэтому для спуска требуется большее усилие, чем при взведенном курке — около 3,5 кг. После первого выстрела курок будет взведён (поставлен на боевой взвод), и для выстрела достаточно короткого нажатия с усилием около 1,5 кг.
После снятия с предохранителя курок можно взвести вручную, как в пистолетах с УСМ одинарного действия для более точного первого выстрела. При взведении курка спусковой крючок отходит назад. Теперь первый выстрел можно произвести коротким нажатием. Курок можно снять с боевого взвода, придерживая его большим пальцем и нажимая на спусковой крючок. После того как спусковой крючок будет отпущен и уйдёт вперёд, курок встанет на предохранительный взвод, предотвращающий контакт курка с ударником при неполном взведении курка.
Гильза после выстрела выбрасывается вправо.
Стандартный магазин ПМ содержит 8 патронов. По израсходовании всех патронов затвор встаёт на затворную задержку. Снять затвор с задержки можно при помощи рычажка слева на рамке. Если не вставлен пустой магазин, то снять затвор с задержки можно и другим способом, оттянув его немного назад и отпустив. Если в пистолет вставлен снаряжённый магазин, то после снятия затвора с задержки патрон досылается в патронник, и пистолет снова готов к выстрелу.
Защёлка магазина, как и у большинства европейских пистолетов того времени, расположена в основании рукоятки. Такое расположение защёлки исключает случайное извлечение магазина, характерное для пистолета «ТТ», однако менее удобно для быстрой смены магазина.
Отличительные черты пистолета Макарова — простота конструкции и многофункциональность деталей. Так, затворная задержка служит одновременно отражателем гильз. Двуперая пластинчатая боевая пружина служит одновременно пружиной рычага взвода и пружиной шептала, а также пружиной отбоя курка (изгиб её широкого пера) при постановке на предохранительный взвод. Нижний конец пружины является пружиной защёлки магазина.
Макаров создал пистолет, конструкция которого содержит ряд оригинальных решений. Пистолет простой в эксплуатации, обладающий большим служебным ресурсом и более надежный, чем взятый за основу Walther PP.
Некоторые детали, например, боевая пружина и, в особенности, предохранитель, имеют довольно сложную форму. Но в дальнейшем изменение технологии позволило упростить и удешевить производство.

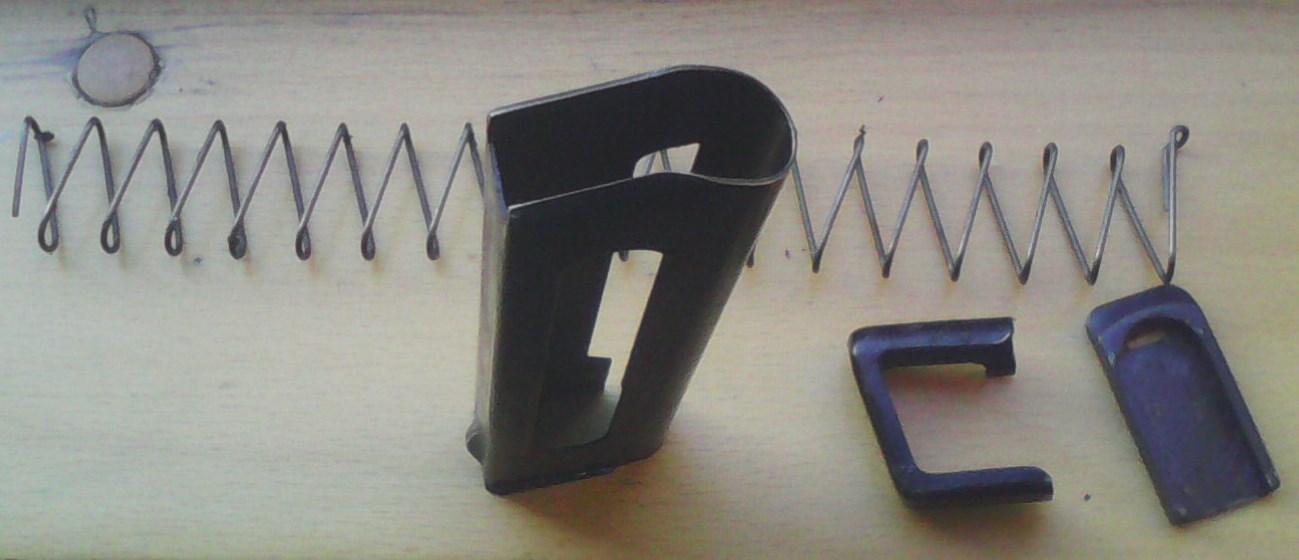
Разобранный магазин ПМ: корпус магазина с фигурными окнами, пружина подавателя, подаватель, крышка магазина
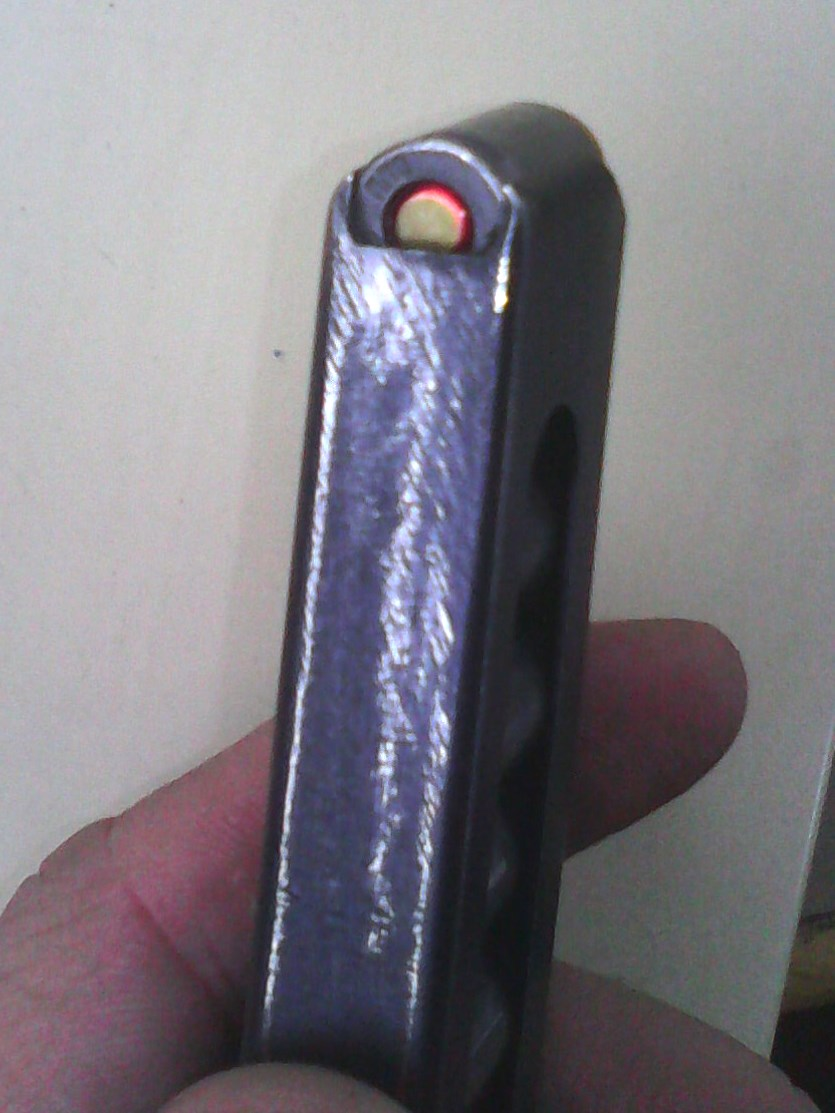
Магазин, снаряжённый патронами 9х18 ПС гс ППО, вид сзади
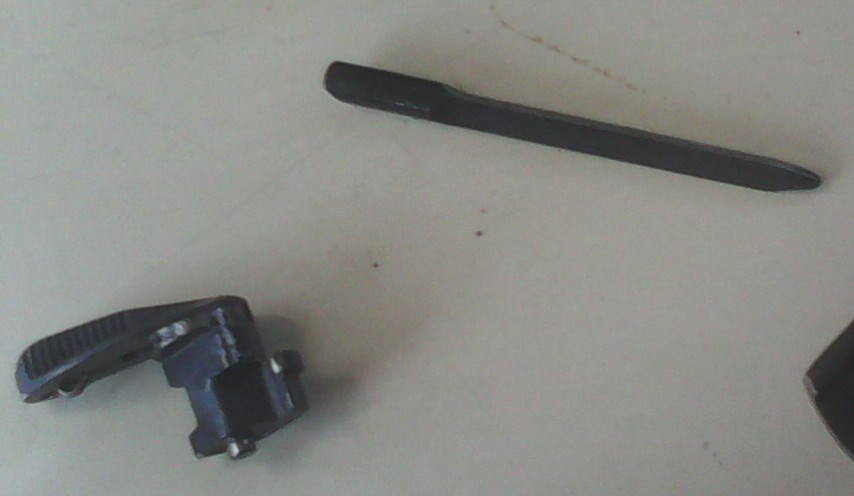
Предохранитель и ударник пистолета ПМ
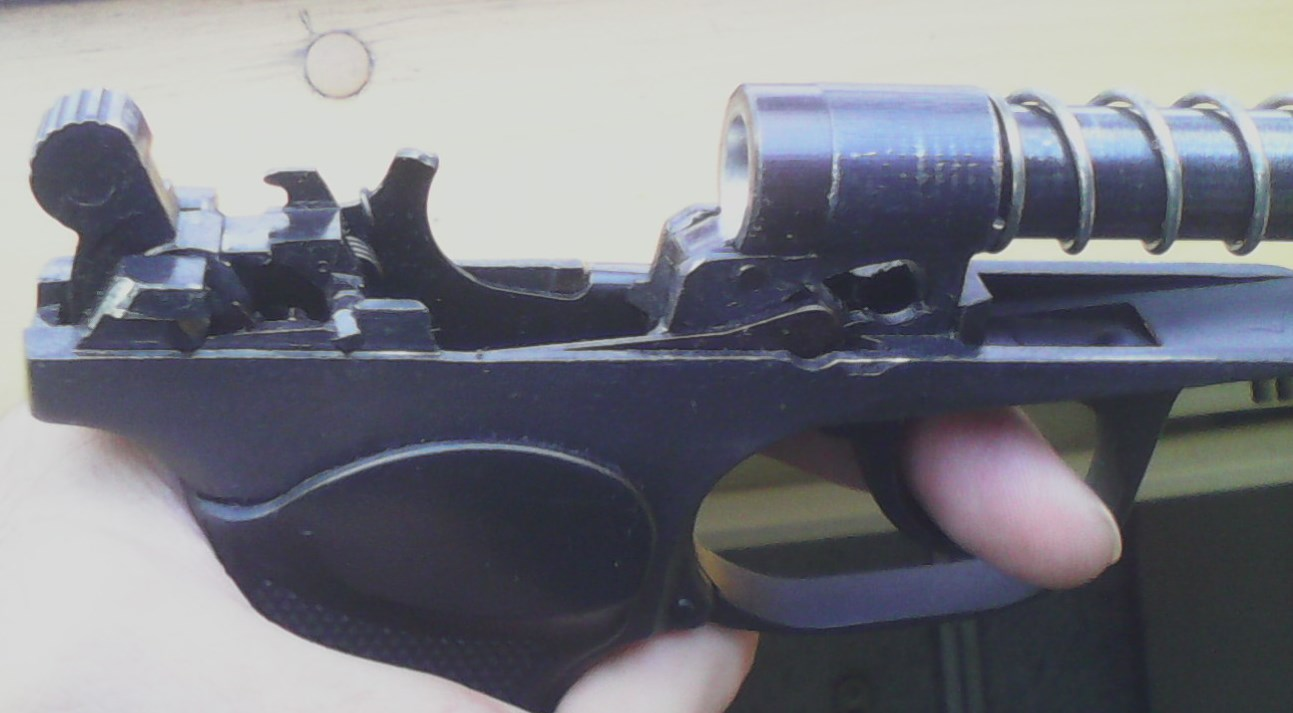
ПМ (затвор снят): рама со стволом, ударно-спусковой механизм, возвратная пружина
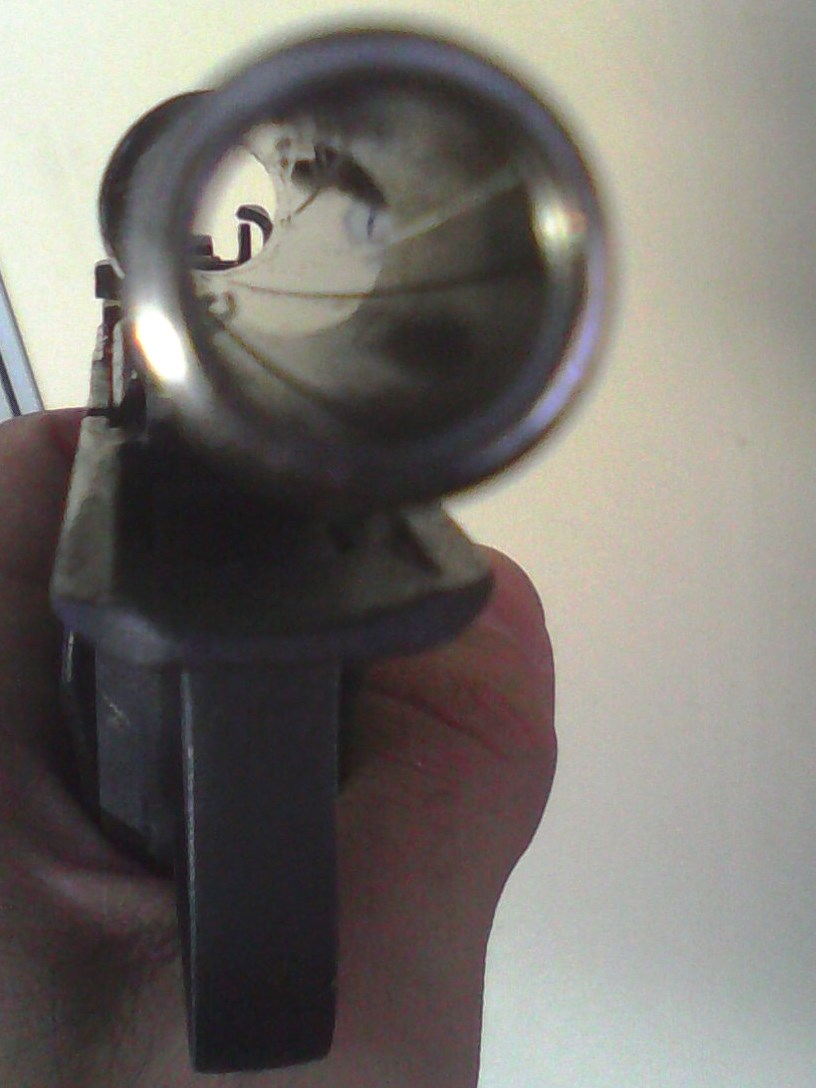
ПМ (затвор и возвратная пружина сняты): канал ствола
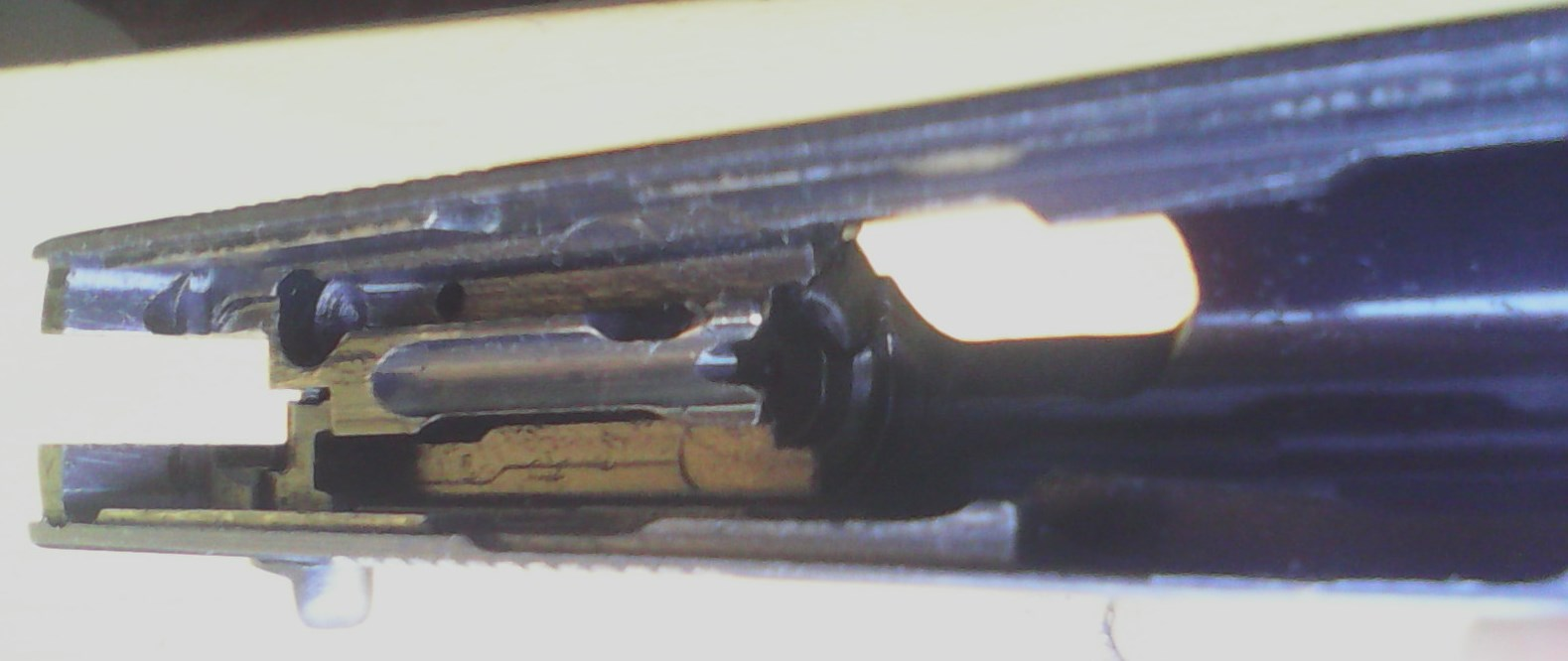
ПМ: затвор (задняя часть, вид изнутри) — предохранитель, ударник и выбрасыватель не сняты
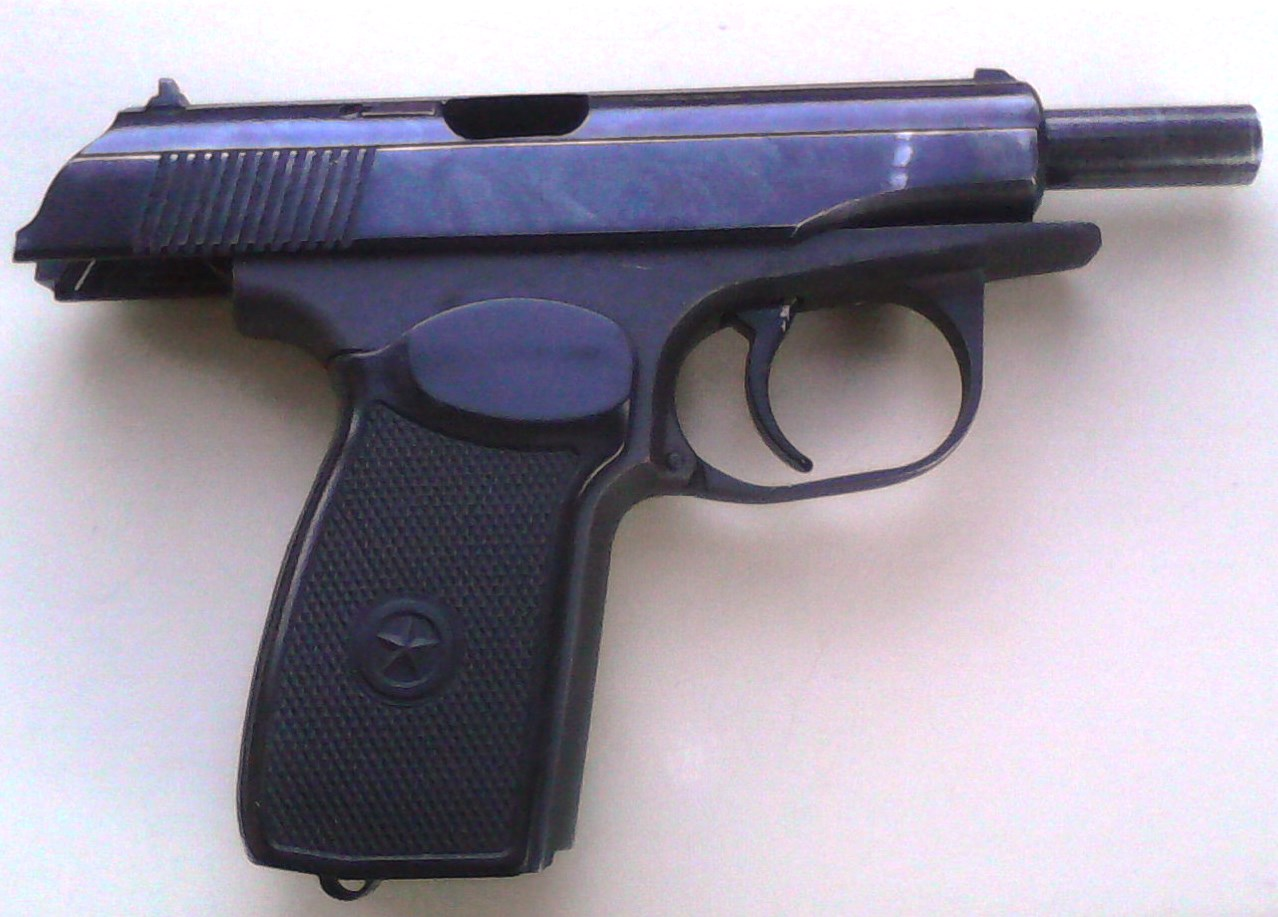
ПМ: затвор на затворной задержке
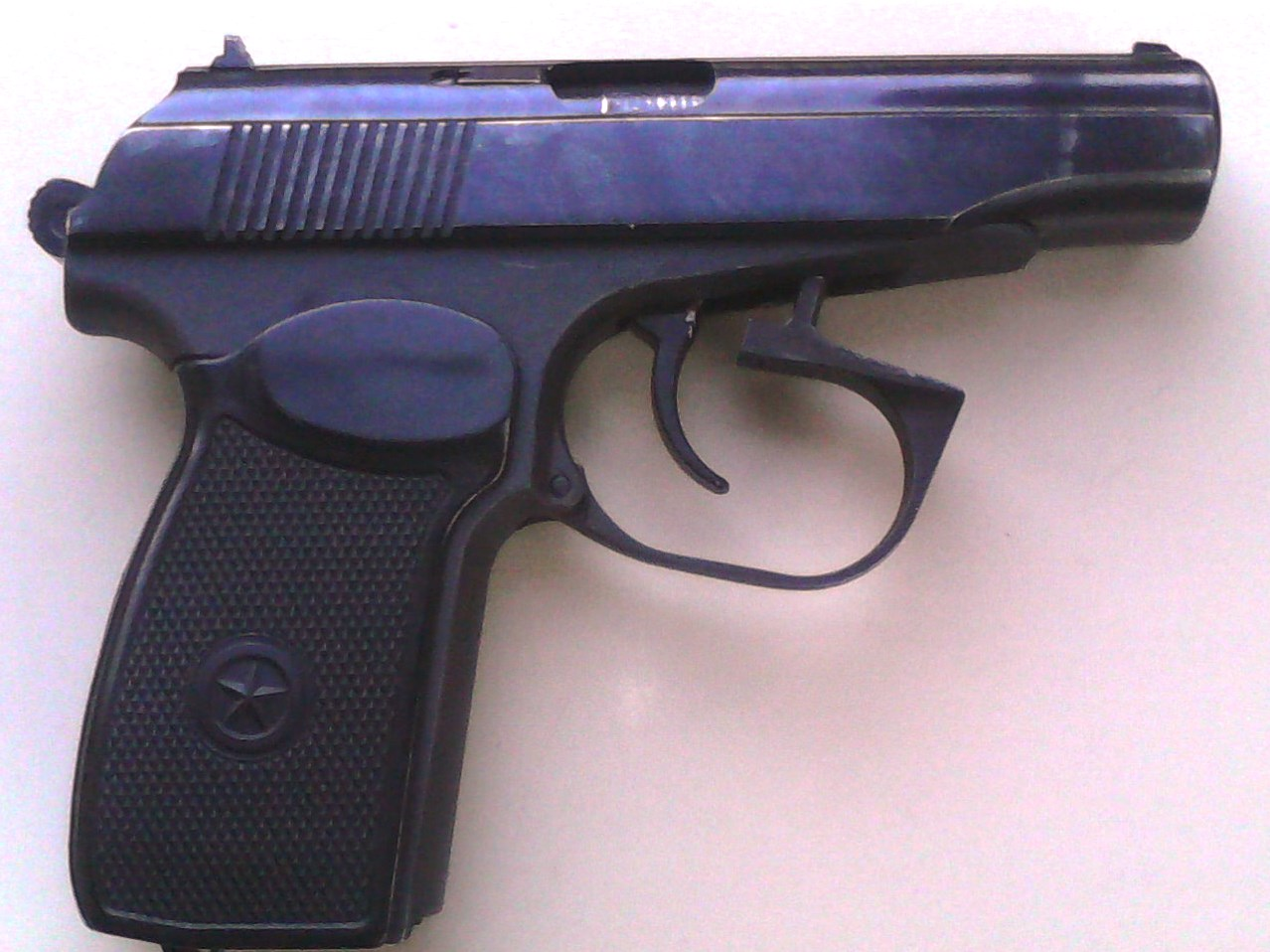
ПМ: спусковая скоба откинута
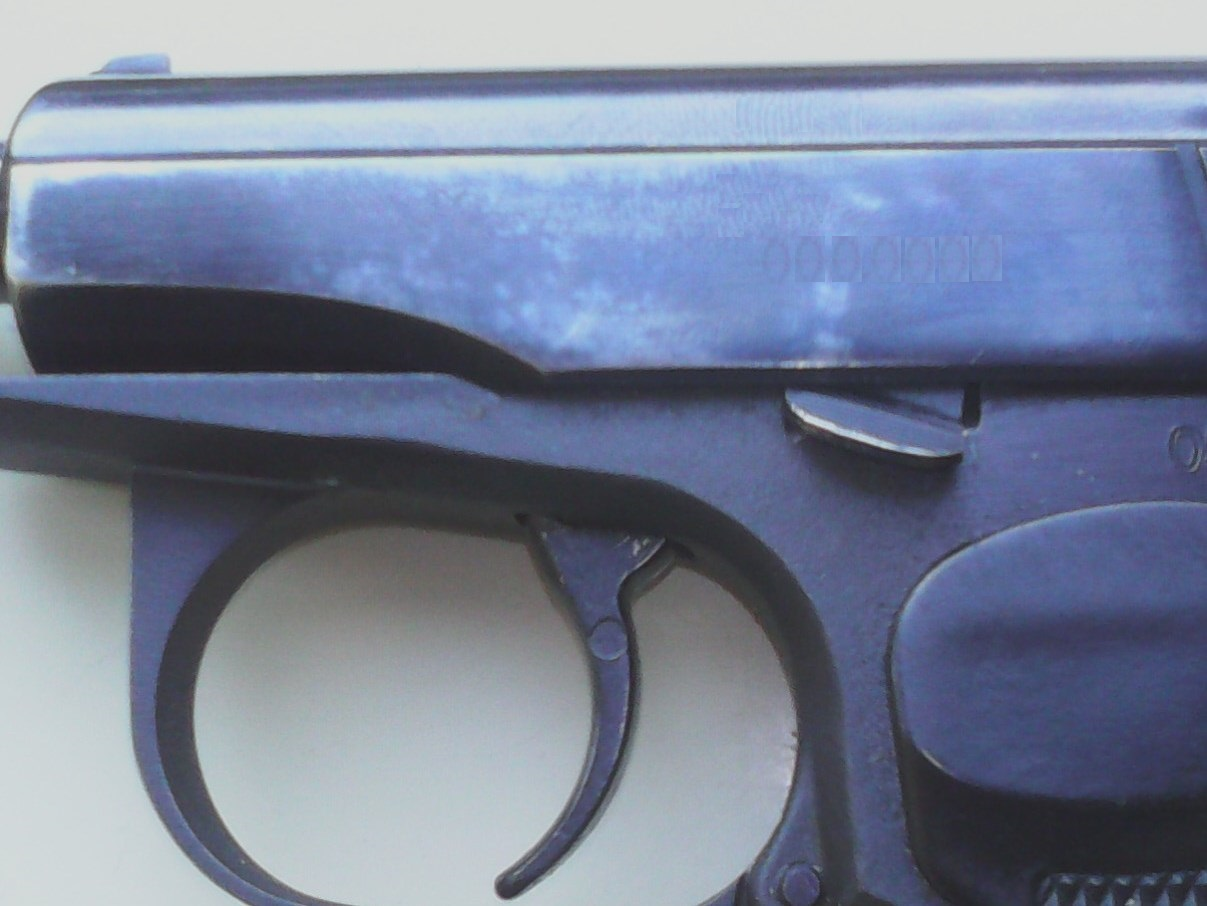
ПМ (затвор на затворной задержке): кнопка затворной задержки
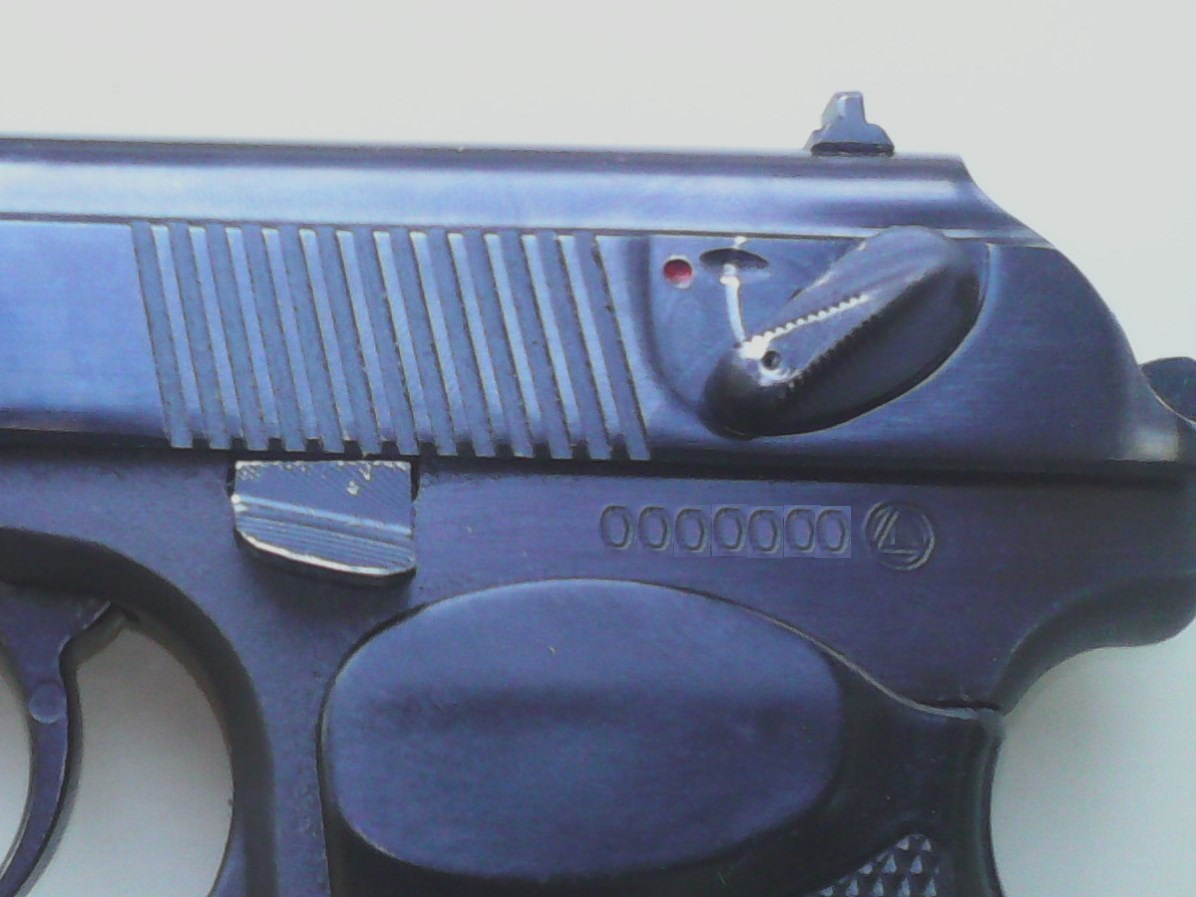
ПМ (снят с предохранителя, курок взведён): кнопка затворной задержки и флажок предохранителя
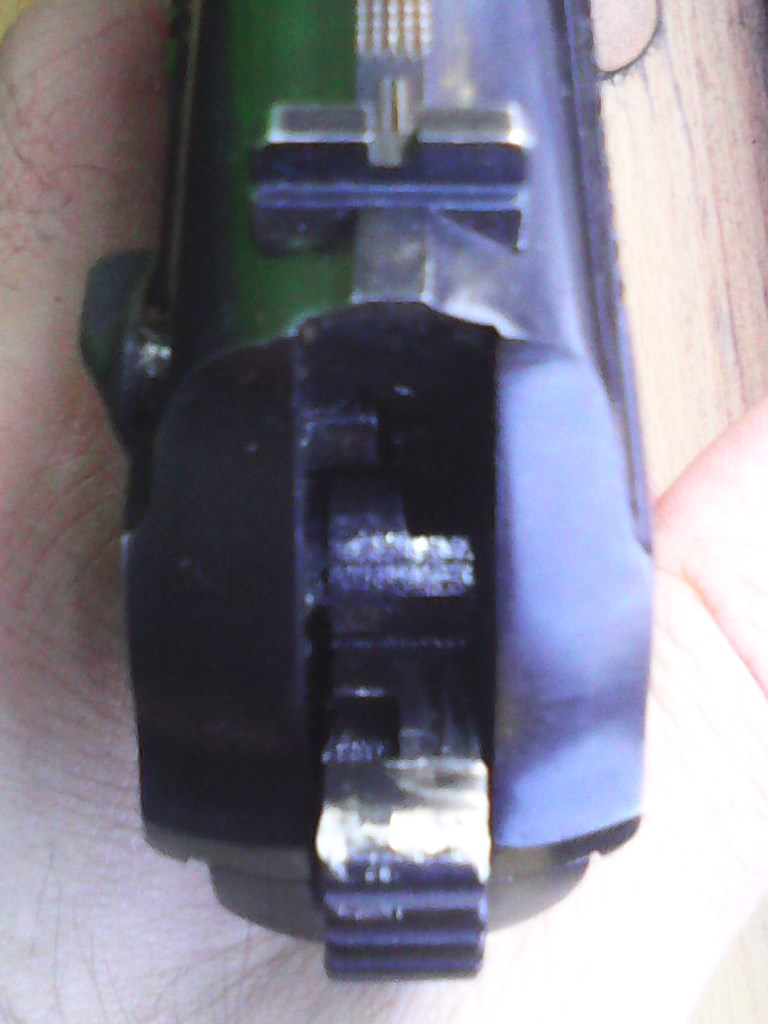
ПМ (снят с предохранителя, курок взведён): вид сзади
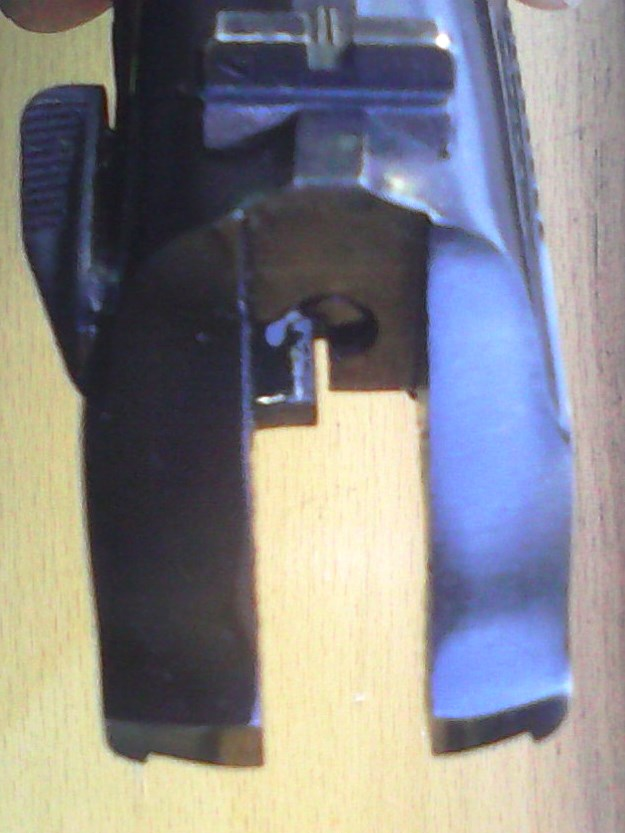
ПМ: затвор, вид сзади. Предохранитель включен, его выступ предотвращает удар курка по ударнику

## Кучность и рассеивание

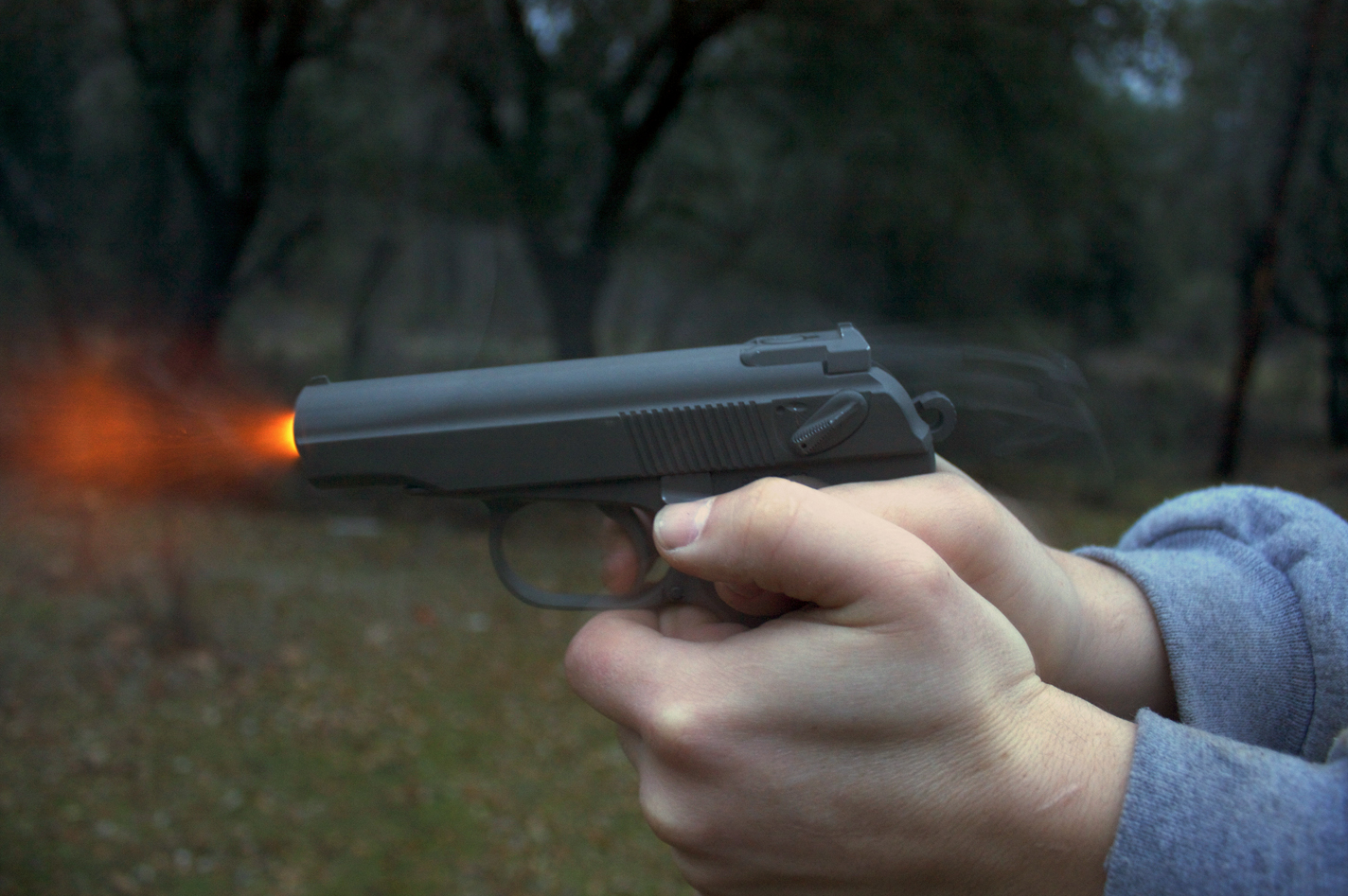
Выстрел из ПМ

ПМ обладает хорошей для компактного пистолета точностью. При стрельбе на 25 метров стандартными патронами 57-Н-181 радиус рассеивания R100 составляет 75 мм, а на 50 метров — 160 мм. На дистанции 10 метров радиус рассеивания всего 35 мм.
Проверка боя пистолета осуществляется стрельбой на 25 м по чёрному кругу диаметром 25 см, установленному на щите высотой 1 м и шириной 0,5 м. Кучность боя ПМ признаётся нормальной, если все четыре пробоины вмещаются в круг диаметром 15 см. Средняя точка попадания удовлетворяет требованиям, если она отклоняется от контрольной точки не более чем на 5 см в любом направлении.
Радиус рассеивания при стрельбе из приведённого к нормальному бою пистолета характеризуется следующими цифрами:

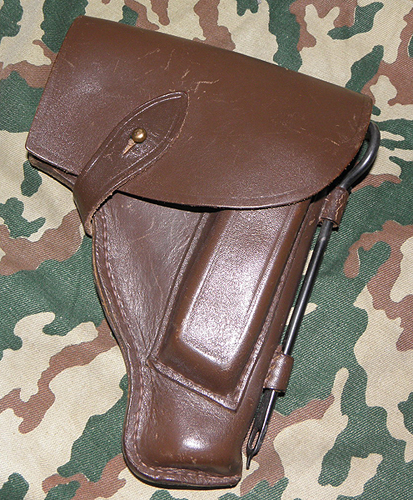
Штатная кобура для ПМ и закреплённый на ней шомпол-протирка с лезвием (прямой шлиц) отвёртки для полного разбора пистолета с конца со стороны закругленной ручки и заострённой выколоткой с рабочего конца

| Расстояние, м | Радиус рассеивания 100 % пуль, см | Радиус рассеивания 50 % пуль, см |
| 10 м          | 3,5                               | 2                                |
| 15 м          | 5                                 | 3                                |
| 20 м          | 6,5                               | 4                                |
| 25 м          | 7,5                               | 4,5                              |
| 30 м          | 9                                 | 6                                |
| 40 м          | 12                                | 7                                |
| 50 м          | 16                                | 8                                |

## Модификации
На базе пистолета Макарова разработано большое количество боевых, служебных и гражданских модификаций.

### СССР
- Пистолет Макарова (ПМ)
- ТКБ-023 — опытный образец с полимерной рамкой. Разработан в Тульском КБ Приборостроения в начале 1960-х гг. на базе ПМ, серийно не производился (эксплуатационные свойства полимерной рамки не отвечали требованиям заказчика).
- Бесшумный пистолет ПБ (индекс ГРАУ — 6П9), принятый на вооружение в 1967 году, создан с использованием ряда деталей ПМ (ударно-спускового механизма и магазина).

### Россия

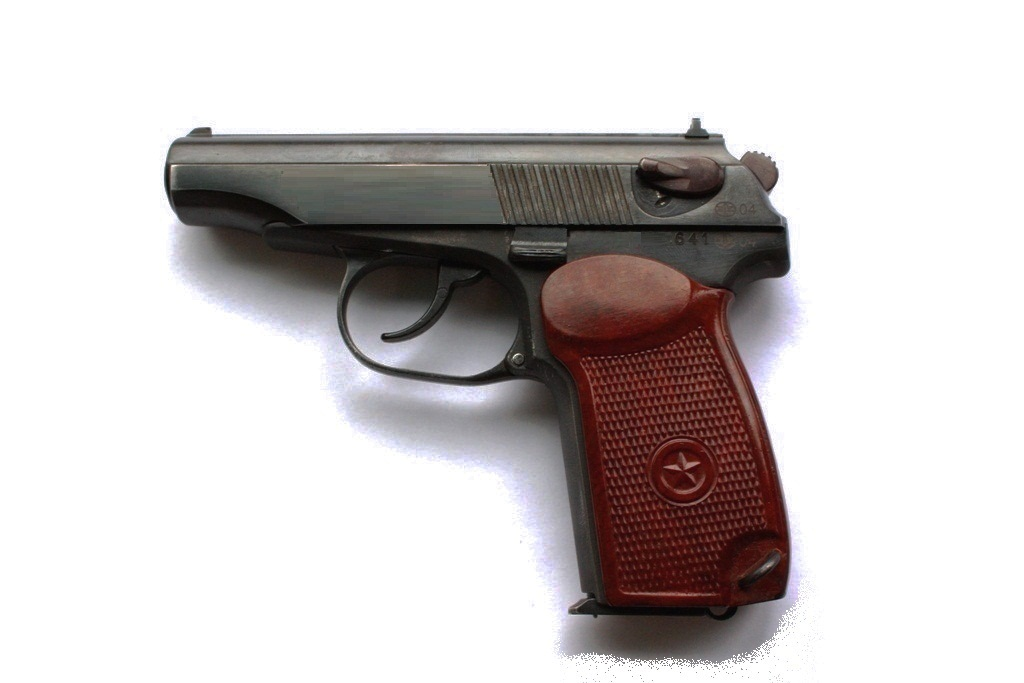
Газовый пистолет ИЖ 79-8

Пистолет ИЖ-79-9Т

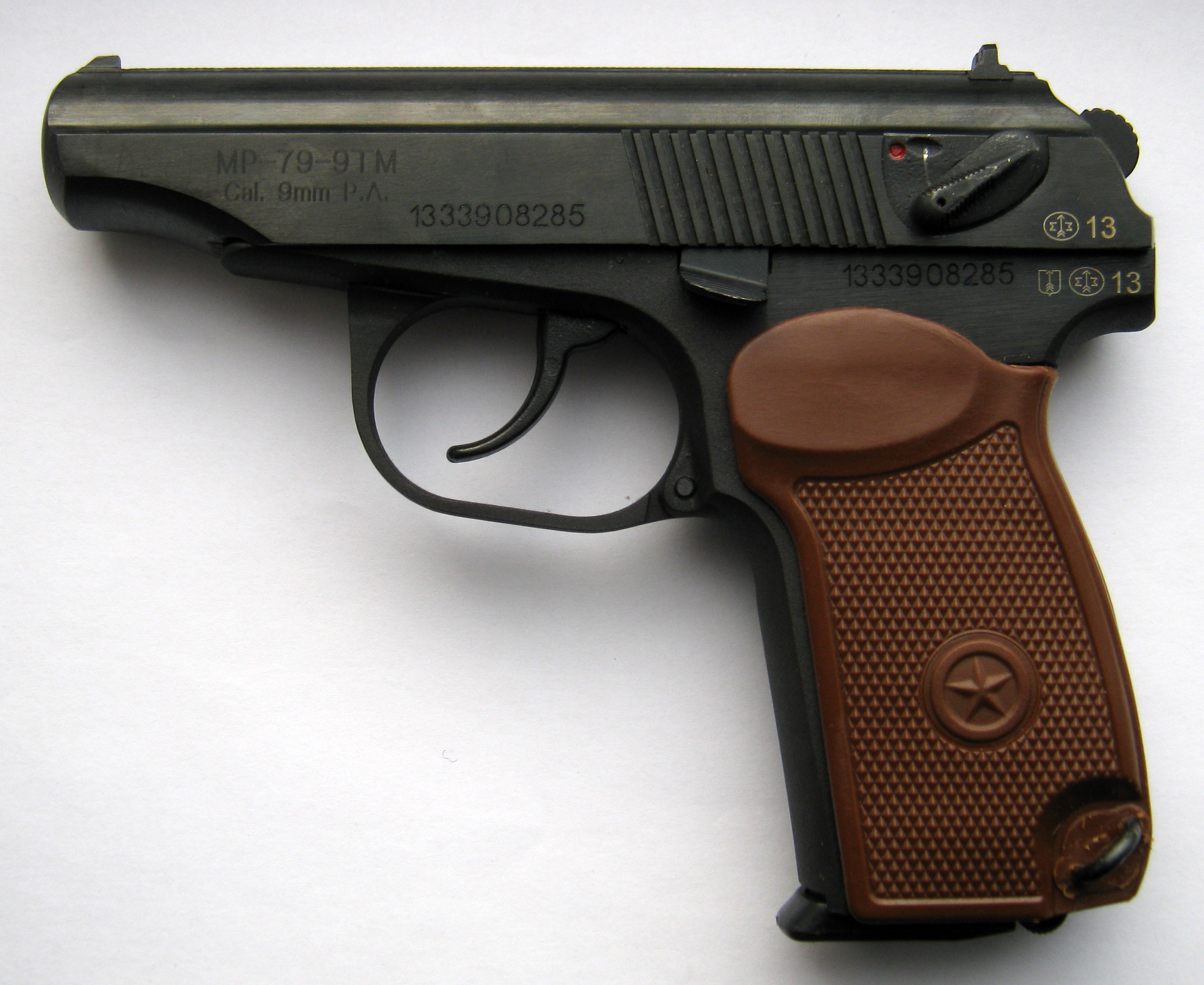
Травматический пистолет МР-79-9ТМ

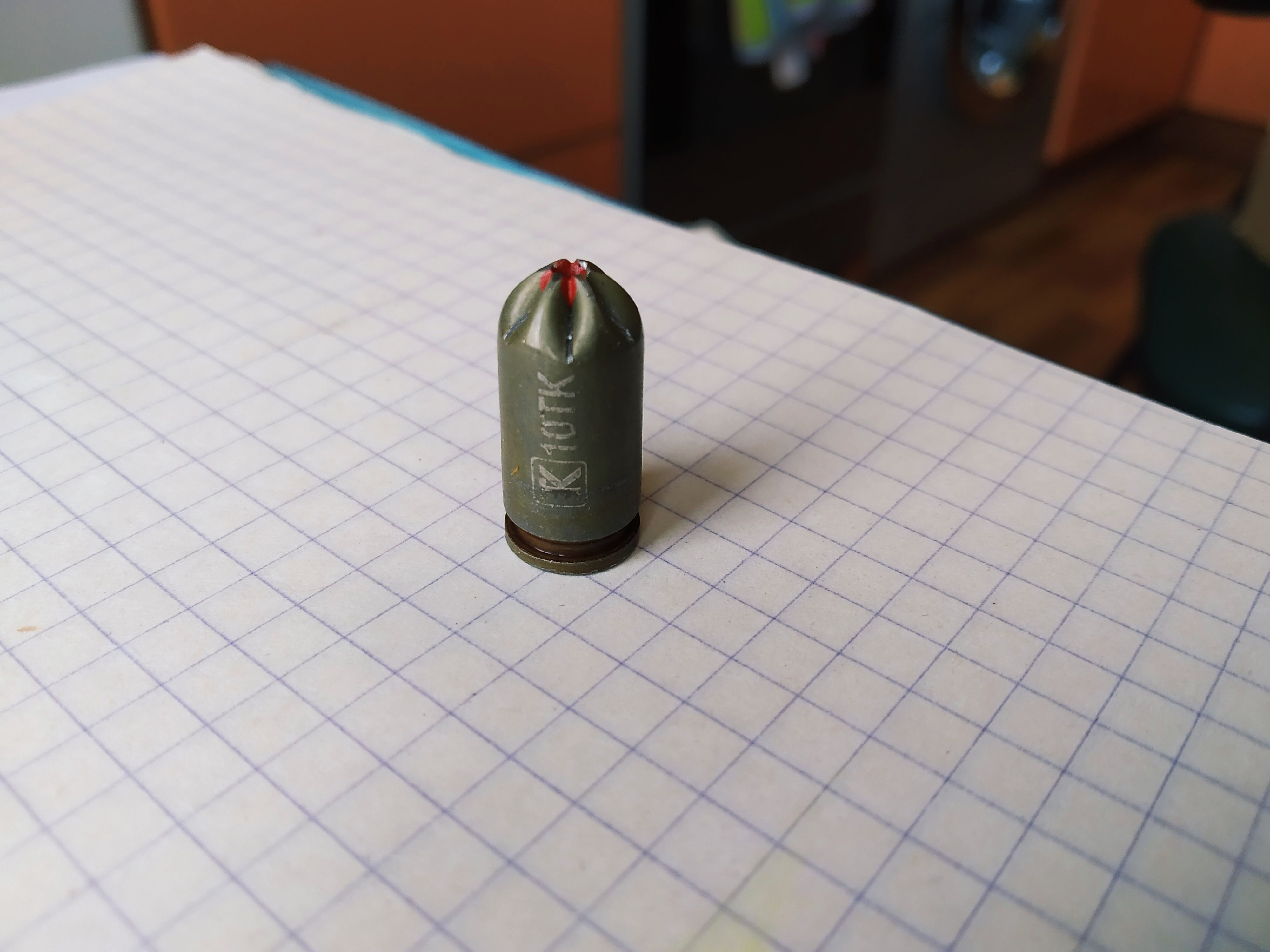
Патрон 10ТК

- ИЖ70 (9×18 мм, магазин 8 патронов, регулируемый прицел) — коммерческий вариант, разработан в начале 1990-х годов как «спортивно-тренировочный пистолет»

- ИЖ70-17A (.380 ACP, магазин 8 патронов, регулируемый прицел)
- ИЖ70-17AS (.380 ACP, магазин 8 патронов, регулируемый прицел, хромированная отделка, пластиковая рукоятка)
- ИЖ70-17AH (.380 ACP, регулируемый прицел)
- ИЖ70-18A (9 × 18 мм, магазин 8 патронов, регулируемый прицел)
- ИЖ70-18AS (9×18 мм, магазин 8 патронов, регулируемый прицел, хромированная отделка)
- ИЖ70-18AH (коммерческая версия, 9×18 мм, регулируемый прицел)

- Байкал-442 (спортивный пистолет под патрон 9×18 мм, 8-, 10- или 12-зарядные магазины, современная версия ПММ с кнопочной защёлкой магазина), ствол имеет 6 нарезов.
- ПММ (Пистолет Макарова модернизированный), разработан в начале 1990-х годов под более мощный патрон 9×18 мм ПММ, оснащен 12-зарядным магазином. Принят на вооружение в 1994 г.
- ИЖ-71 — служебный пистолет под патрон 9×17 мм, разработан в 1994 году[5], серийно выпускался c 1996 года[6] до сентября 2008 года, в дальнейшем выпуск продолжен под наименованием МР-71
- ИЖ-71-100 — служебный пистолет под патрон 9×17 мм, модификация ИЖ-71 с магазином на 10 патронов, с сентября 2008 года выпускается под названием MP-71Н
- ИЖ71-18 (9×18 мм, HiCap, постоянный прицел)
- ОЦ-35 — модернизированный вариант под использование патронов 9×18 мм ПМ и 9×18 мм ПММ
- MP-448 «Скиф» — модификация с полимерной рамкой
- 6П42-9 — 9-мм газовый пистолет с регулируемым целиком, и нарезным стволиком созданный путём штифтования стандартного пистолета ИЖ-70
- 6П42-7.6 — газовый пистолет под 7,6-мм патрон ТК-024
- ИЖ-79-8 (индекс — 6П42) — 8-мм газовый пистолет
- ИЖ-79-9 — 9-мм газовый/травматический пистолет
- MP-471 — служебный травматический пистолет под патрон 10х23 мм Т, разработан в 2004 году[7]
- ИЖ-79-9Т «Макарыч» — газовый пистолет с возможностью стрельбы резиновой пулей под патрон 9 мм РА.
- MP-79-9TМ — пистолет огнестрельный ограниченного поражения под патрон 9 мм PA.
- MP-80-13T — травматический пистолет под патрон .45 Rubber[8].
- ПМ-Т — травматический пистолет под патрон 9 мм P.A. Изготавливается путём замены ствола на штифтованный из боевых пистолетов ПМ. Производитель ЗиД, всего выпущено около 5 тысяч штук[9].
- Байкал МР-654К — 4,5-мм пневматический газобаллонный, пистолет, реплика MP-71Н.
- МР-371 — сигнальный пистолет под капсюли «Жевело» и КВ21, использует имитаторы патронов под капсюли, внешне выглядит как ИЖ-79-9Т, целиком из стали.
- P-411 — сигнальный пистолет на базе Байкал-442 под светошумовой патрон 10ТК. Выпускался как с литым так и с кованым затвором примерно до середины 2022 г.
- П-М17Т — травматический пистолет под патрон 9 мм РА. Выпускается с 2018 года компанией «Уралмехкоплект» (г. Ижевск).

### ГДР

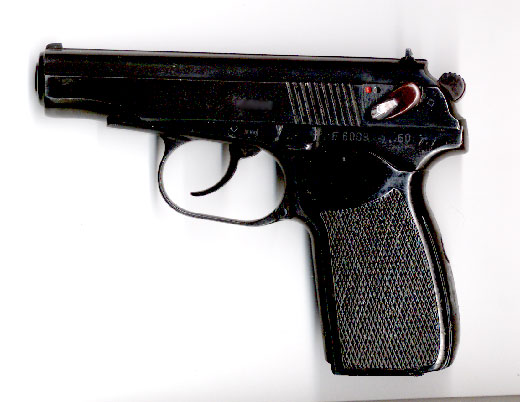
Pistole M — пистолет Макарова производства ГДР

- Pistole M — стандартный ПМ под патрон 9×18 мм[10], после получения лицензии из СССР в 1956 году[11], первые пистолеты были выпущены в 1957 году, в 1958 году было начато серийное производство
- Pistole Mk — .380 ACP, экспериментальный

### ФРГ
- Pistole Simson-Suhl Makarov — коммерческая модель, производилась после объединения Германии.

### Болгария
- Лицензионная копия ПМ под патрон 9×18 мм (две версии — военная и морская) изготавливалась на заводе № 10 в городе Казанлык
- Arsenal Р-М01 — модификация 1990 года, изменена форма спусковой скобы и накладки на рукоять. Выпускалась в нескольких вариантах

### Китай
- Type 59 (военная версия) — производство начато в 1959 году
- Norinco Sporting Pistol (экспортная версия, демонстрационные образцы были впервые представлены в 1983 году на оружейной выставке IWA в Нюрнберге)[12]

### Украина
- травматические пистолеты ПМР[13] и «Вий» под патрон 9 мм Р. А. (производитель — ООО «СОБР», г. Харьков) изготавливаются путём переделки серийных ПМ. Переделка заключается в замене ствола, причём новый ствол приваривается к рамке во избежание обратной переделки.
- травматический пистолет ПМ-Т под патрон 9 мм Р. А. (производитель — ООО «Эрма-Интер», г. Киев), изготавливается путём переделки серийных ПМ[14]
- гладкоствольный травматический пистолет ПМ-ГТ под патрон 9 мм Р. А. (производитель — ООО «Эрма-Интер», г. Киев), изготавливается путём переделки серийных ПМ
- травматический пистолет ПМ-РФ под патрон 9 мм Р. А. (производитель — НПО «Форт», г. Винница), изготавливается путём переделки серийных ПМ. В 2014 году выпуск прекращён[15]
- травматический пистолет «Беркут» под патрон 9 мм Р. А. (производитель — ООО «Беркут» г. Днепропетровск), изготавливается путём переделки серийных ПМ. Всего, с 16 января 2008 по 23 ноября 2009 года предприятием было закуплено 2 тыс. пистолетов ПМ, из которых 1257 штук было переделано в травматические пистолеты «Беркут»[16]
- ПМФ-1 — 4-мм 5-зарядный пистолет (фактически — револьвер) под патрон Флобера (производитель — компания «СЕМ», с 2013 года).

## Страны-эксплуатанты
Пистолет Макарова до настоящего времени остаётся на вооружении силовых структур и продолжает использоваться в ряде стран мира благодаря своей простоте и надёжности. По крайней мере до 2004 года в охране ГУП «Конструкторское бюро приборостроения» числился исправный пистолет ПМ изготовления 1949 года (заводской номер 11) с настрелом около 50 тысяч выстрелов.
- Афганистан[18] — после вторжения США и их союзников в Афганистан началось создание вооружённых сил и полиции под контролем ISAF, в 2005 году было принято решение о их перевооружении на пистолеты под патрон 9×19 мм, однако и в начале 2013 года пистолеты ПМ под патрон 9×18 мм продолжали использовать в афганской полиции[19]
- Албания[18]
- Ангола[18]
- Армения[18]
- Азербайджан[20]
- Беларусь — на вооружении некоторых категорий военнослужащих вооружённых сил[21], сотрудников МВД, КГБ, ГПК, службы инкассации, ГТК, прокуратуры, СК, ГКСЭ, СБП, Госинспекции охраны животного и растительного мира, РУП «Специальная связь», Государственной фельдегерской службы при Министерстве связи и информатизации. Внесён в перечень наградного оружия.
- Болгария[18]
- Вьетнам — принят на вооружение под наименованием К59, ремонт и производство пистолетов ПМ освоены заводом Z111, однако пистолеты ТТ они заменили не полностью[22]
- ГДР[23]
- Грузия[18] — после провозглашения независимости остались на вооружении, но в дальнейшем их количество сократилось (некоторое количество было утрачено в боевых действиях 1991—1993 годов, в Абхазии и Южной Осетии) и позднее, в ходе «пятидневной войны» 2008 года[24].
- Индия — пистолеты ПМ являются личным оружием пилотов ВВС Индии[25]
- Индонезия[18]
- Ирак[18]
- Казахстан[26]
- Кыргызстан[18]
- КНДР[18]
- Китай[18]
- Куба[18]
- Лаос[18]
- Латвия[18] — на вооружении армии оставались по меньшей мере до октября 2001 года[27], но 29 марта 2004 года Латвия вошла в состав блока НАТО (стандартным пистолетным патроном которого является 9 × 19 мм Парабеллум), и приняла на себя обязательства перейти на стандарты НАТО. В мае 2016 года было принято решение о замене оружия в полиции[28], в ноябре 2016 года было принято решение о перевооружении пограничной охраны[29]
- Литва[18] — Сменены полностью на SFP-9 SF и Glock[источник не указан 1335 дней]
- Мальта[18]
- Молдова[18] — советские ПМ остались на вооружении после провозглашения независимости, а в декабре 1997 года в качестве служебно-штатного оружия, используемого предприятиями, учреждениями и организациями были разрешены ИЖ-71 под патрон 9×17 мм К[30]
- Словакия
- Монголия[18]
- Мозамбик[18]
- Россия — в государственных структурах ПМ постепенно заменяют на пистолет Ярыгина, ПММ и другие новые модели пистолетов, но они продолжают использоваться[31]; входят в перечень наградного оружия. В частных охранных структурах используется ИЖ-71.
- Северная Македония[18]
- Сирия[18]
- Словения[32]
- СССР[33]
- Таджикистан[18]
- Туркменистан[18]
- Узбекистан[34]
- Украина[18] — после провозглашения независимости Украины пистолеты остались на вооружении государственных структур и распродавались[35]. Входят в перечень наградного оружия[36]. Кроме того, 23 ноября 2005 года правительство Украины подписало соглашение с Агентством НАТО по материально-техническому обеспечению и снабжению (NAMSA), в соответствии с которым приняло на себя обязательства начать уничтожение избыточных запасов вооружения и боеприпасов в обмен на предоставление материально-финансовой помощи. 29 февраля 2012 года было утверждено решение о утилизации 45 649 пистолетов ПМ[37]. После декларации независимости и аннексии Крыма в марте 2014 года и в ходе начавшейся весной 2014 года войны в Донбассе количество пистолетов ПМ ещё более сократилось[38], однако в июле 2020 года по программе военной помощи из Эстонии было получено 2400 шт. советских пистолетов ПМ[39].
- Эритрея[18]
- Эстония — после провозглашения независимости в 1991 году советские ПМ остались на вооружении. Кроме того, в 1992—1993 гг. на вооружение поступили пистолеты ИЖ-70, конфискованные в феврале 1992 года в порту Таллина (400 шт. передали полиции, ещё 5 тыс. продали «Кайтселийт»)[40]. О замене ПМ на пистолеты стандарта НАТО было объявлено в 2004—2005 гг.[41][42], в декабре 2017 года было объявлено о намерении завершить перевооружение полиции в 2018 году[43], но ПМ остаются на вооружении вооружённых сил Эстонии[44]
- Эфиопия[18]

## Пневматические пистолеты

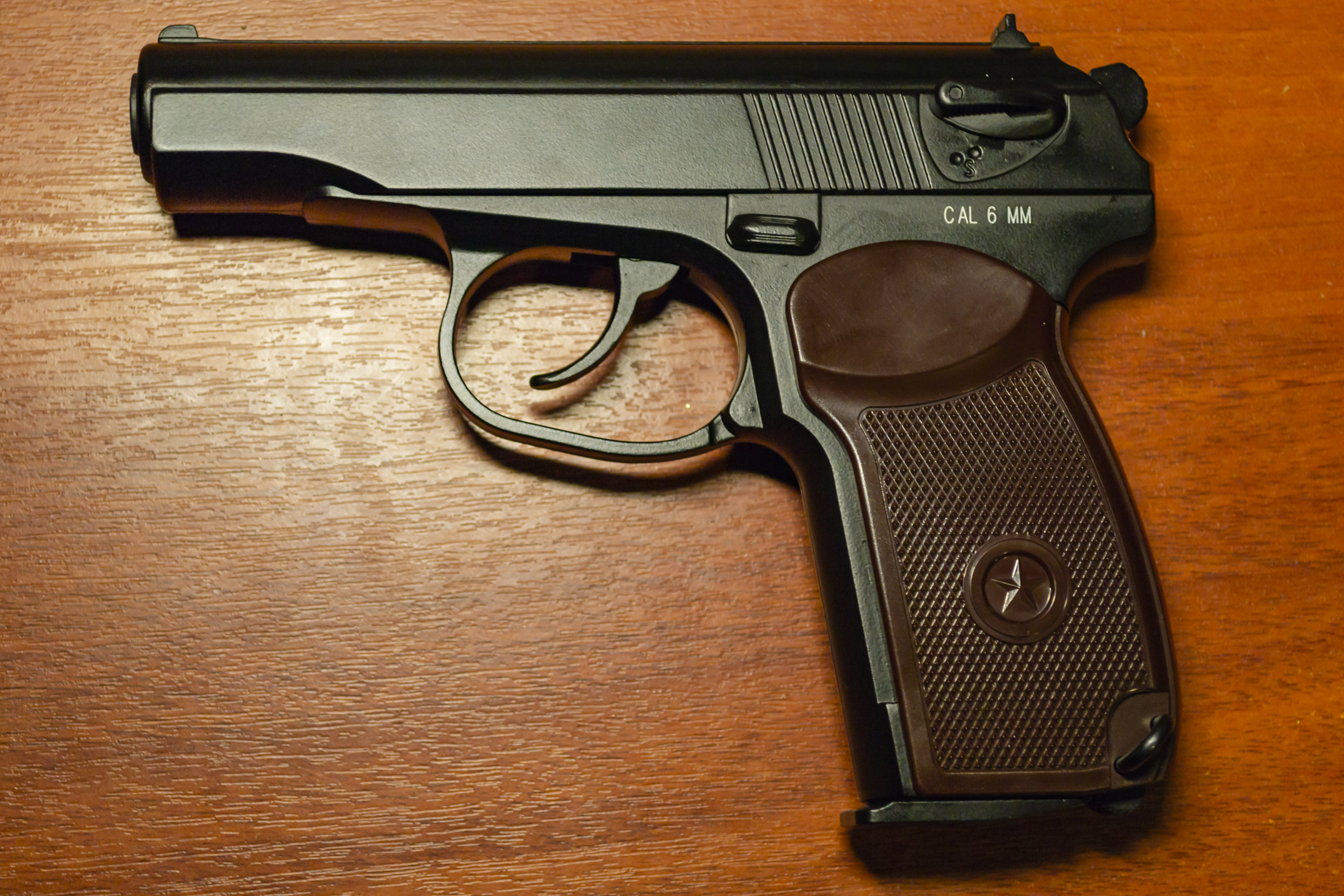
Страйкбольная модель пистолета Макарова

Существует огромное количество пневматических пистолетов, более или менее точно копирующих внешний вид ПМ, как российских, так и других производителей. Ниже перечислены некоторые из них:
- МР-654 — пневматическая копия ПМ, которую выпускает ИЖМЕХ. Изготовляется на тех же мощностях и с использованием тех же деталей, что и боевой пистолет. Имеет множество модификаций. С выходом «Закона об оружии» выпуск переделок из боевых пистолетов прекратился, все более новые 654-е — новодел. Однако, изготовляются новоделы всё так же из оружейной стали. Также выпускается в камуфляжной окраске и есть версия с глушителем.
- МР-654К-20 — одна из первых версий, сделан из оружейной стали. Рамка широкая (ПММ). Также есть подарочная версия серебряного цвета и с гравировкой. Также есть более новая версия с обновлённой рукояткой и затвором, версия с гравировкой и версия покрытием из нитрида титана и гравировкой.
- МР-654К-20М — версия с глушителем.
- МР-654К-32 и МР-654К-32-1 — версия с пластиковой рукояткой чёрного цвета, узкая рамка (ПМ).
- МР-654К — версия, изготовленная из металла и пластика чёрного цвета. Есть подарочная версия с рукояткой из ореха и гравировкой.
- МР-654К-23 — камуфлированная версия МР-654.
- МР-654К-24 — версия из легированной отполированной стали без воронения.
- МР-658К — самозарядный (с Blowback) газобаллонный пистолет Макарова от КК
- МР-80-13Т 45Rubber № 1533115771 — старая версия, переделанная из боевой версии Макарова. Есть версии 2011 и 2015 годов.
- Umarex Makarov и Umarex ПМ Ultra — пневматические пистолеты немецкой фирмы «Umarex». Модель ПМ Ultra имеет систему подвижного затвора Blowback.
- Gletcher PM — пневматическая копия пистолета бренда «Gletcher» американской компании Sport Manufacturing Group Inc. (SMG). Корпус литой, затвор неподвижен. Gletcher PM1951 — новая версия с Blowback, имитацией затворной задержки и полуразборной конструкцией.
- BORNER PM-X — одна из последних моделей ПМ от компании Borner.
- BORNER ПМ49 — данная модель сравнительно недавно появилась на рынке. Копия пистолета Макарова производства американской компании Borner. Производство находится в Тайване. Корпус также литой, затвор неподвижен.
- Cybergun Makapob, 608300
- Stalker SPM

## Страйкбольные пистолеты
- Galaxy G.29 cal. 6mm BB — версия от китайской фирмы Galaxy. Есть версия с глушителем (G.29A) и с рукояткой черного цвета (G.29B).
- Stalker SAP Spring 6mm и SAPS Spring 6mm (версия с глушителем).
- KWC ПМ NBB cal. 6mm — версия от тайваньской фирмы KWC.
- WE ПМ GBB cal. 6mm — версия от тайваньской фирмы WE.
- WinGun PM NBB cal. 6mm — версия производства тайваньской компании WinGun.